# Скид Роу (САЩ)
Вижте пояснителната страница за други значения на Скид Роу.
„Скид Роу“ (на английски: Skid Row) е глем метъл група, формирана в щата Ню Джърси, САЩ през 1986 година от басиста Рейчъл Болан и китариста Дейв Сабо.

## История
В началото на 1987 година към дуото се присъединяват китаристът Скоти Хил, барабанистът Роб Афусо и вокалистът Себастиан Бах. Бандата започва да свири по клубове в източните щати. С помощта на приятеля си Джон Бон Джоуви Сабо урежда договор за групата с издателя Атлантик Рекърдс.
През 1989 година Скид Роу издават дебютния си едноименен албум, който има моментален успех. Записът става мултиплатинен и съдържа хитовете „18 and Life“, „I Remember You“, „Youth Gone Wild“. Необузданото поведение на Бах, което печели популярност на групата, води и до тяхното падение. С мотото „If you think, you stink” и с предизвикателното си поведение Себастиан Бах се замесва в множество скандали. През декември 1989 година групата подгрява Аеросмит и по време на шоуто Себастиан се втурва в публиката и се сбива с фен, хвърлил бутилка по него, настройвайки публиката срещу себе си. Малко след това Бах се появява на снимка в списание, носейки тениска с хомобфобския надпис „AIDS Kills Fags Dead“, за което по-късно е принуден да се извини.
Вторият албум на Скид Роу, „Slave to the Grind“ от 1991 година, е първият метъл албум, който заема директно първото място в класациите на Съединените щати, но бързо изчезва оттам. Следващия албум на групата „Subhuman Race“ от 1995 година се представя слабо. В крайна сметка буйното поведение на Бах идва в повече за останалите членове на групата и те се местят за кратко в група на име Озоун Мънди.
Скид Роу се събират отново в края на 1990-те години с новия вокал Джони Солинджър и новия барабанист Фил Вароун. След реформирането групата свири с „Кис“ на прощалното им турне и с други хевиметъл групи от 1980-те години като „Пойзън“.

## Дискография
Студийни албуми
- Skid Row (1989)
- Slave to the Grind (1991)
- Subhuman Race (1995)
- Thickskin (2003)
- Revolutions per Minute (2006)
- The Gang's All Here (2022)